# Pugno di ferro (film 1922)
Pugno di ferro (Faustrecht) è un film muto del 1922 diretto da Karl Ehmann e Max Neufeld

## Produzione
Il film fu prodotto dalla Vicor-Film AG (Berlin).

## Distribuzione
Venne presentato in prima a Berlino il 24 marzo 1922. In Germania, il film ebbe il visto di censura il 23 agosto 1922.